# 石黒隆士
石黒 隆士（いしぐろ たかし、1969年1月5日 -）は、日本の実業家。アイズ株式会社代表取締役CEO。

## 人物
1969年1月5日、東京都墨田区生まれ。成城大学法学部卒業後、1992年株式会社旭通信社（現ADK）に入社。
2000年、カートゥーン ネットワーク広告営業部長。
2008年、アマゾンジャパン、書籍事業本部シニアマネージャー。
2011年7月1日、アイズ株式会社設立。代表取締役CEO。出版、映像等、コンテンツ全般の拡販コンサルタント、販売代行。